# مطیع (خلیفه)
المطیع (نام کامل وی: أبو القاسم الفضل بن المقتدر بن المعتضد الملقب المطیع لله) از خلفای عباسی بود که در سال ۳۰۱ هجری زاده شد، و هنگام خلع ابوالقاسم عبدالله مستکفی با او به خلافت بیعت شد و او به سال ۹۴۶ میلادی/۳۳۴ هجری به عنوان خلیفه در جهان اسلام برگزیده شد. او در مدت خلافت با بوییان درگیر بود که قصد ورود به بغداد را داشتند. او نسبت به شیعیان به مدارا می‌پرداخت. از سوی دیگر، خلافت وی همزمان با قدرت یافتن محمود غزنوی بود که به جنگ مذهبی با هندیان پرداخت. از سوی دیگر، خلفای فاطمی بر مصر دست یافته بودند و به دشمنی با خلفای عباسی می‌پرداختند. او در سال ۳۶۴ هجری درگذشت و مدت خلافتش بیست و نه سال و چند ماه بود. مدتی پیش از مرگ المطیع، وی با فشارهای سبکتکین سردار ترک از خلافت کناره گیری کرد و آن را به فرزند خود الطائع واگذار نمود. تنها چند روز پس از مرگ المطیع، سبکتکین هم درگذشت.